# Paix de Vasvár
 (mars 2013).
Si vous disposez d'ouvrages ou d'articles de référence ou si vous connaissez des sites web de qualité traitant du thème abordé ici, merci de compléter l'article en donnant les références utiles à sa vérifiabilité et en les liant à la section « Notes et références ».
La paix de Vasvár (ou paix d'Eisenburg) est un traité de paix signé le 10 août 1664 à Vasvár entre le Saint-Empire romain des Habsbourg et l'Empire ottoman mettant fin à la quatrième guerre austro-turque. Avec l'échange des documents de ratification par l'Empereur Léopold Ier et le Sultan Mehmet IV, le traité entre en vigueur à partir du 27 septembre 1664. Déclarée comme un armistice, le traité assure la paix entre Habsbourg et Ottomans jusqu'en 1683, année durant laquelle un accrochage à la frontière engendre la grande guerre turque qui voit les ottomans assiéger Vienne pour la seconde fois.
À la suite des violences qui ont affecté la Transylvanie sous le prince Georges II Rákóczi et à l'expédition punitive des Ottomans, l'empereur Léopold Ier de Habsbourg avait tenté de bénéficier de la situation fragile. De plus, les forces du comte croate Nicolas de Zrin menaçaient la forteresse turque Kanije (Kanizsa) au sud-ouest de la Hongrie. Les tensions croissantes ont mené au déclenchement de la guerre en 1663.
Dans un premier temps, les principales forces militaires de l'Empire ottoman sous le commandement du grand vizir Fazıl Ahmet Köprülü se sont avérées supérieures ce qui leur a permis de gagner du terrain en Haute-Hongrie (Uyvar) ; l'Armée impériale  placée sous les ordres de Raimondo Montecuccoli ont une faible capacité à faire face aux attaques. L'année suivante, toutefois, la monarchie de Habsbourg semble posséder, d'un point de vue militaire, un avantage par rapport à l'Empire ottoman sévèrement défait à la bataille de Saint-Gothard le 1er août 1664. 
Cependant, compte tenu du fragile état de l'armée impériale après sa victoire, il lui est difficile de conserver l'initiative afin de reconquérir les territoires encore occupés, celle-ci décide d'entamer les négociations, les combats cessent et la paix est signée. Les factions composant la monarchie réclament d'autres opérations militaires avec insistance, particulièrement les Croates et les Hongrois, propriétaires de la plupart des territoires encore aux mains des Ottomans souhaitant profiter de l'occasion alors présente pour les récupérer. Les familles noble croates Zrinski et Frankopan voient le traité comme particulièrement favorable aux Ottomans, celui-ci demandant à ces familles de donner certains de leurs territoires aux Ottomans, alors que ceux-ci venaient à peine d'être libérés. Cela causa des troubles internes et une instabilité dans la monarchie qui atteint son paroxysme avec la révolte des deux familles nobles croates et de nobles hongrois dirigés par François Rákóczi contre le roi de Hongrie (également empereur des États allemands de la monarchie).
Ce traité reconnaît le contrôle des Ottomans sur la Transylvanie et Uyvar, et oblige la monarchie de Habsbourg à payer des indemnités de guerre à l'Empire ottoman.
Elle aura aussi pour conséquence une rencontre diplomatique, en juin 1665, entre Léopold Ier de Habsbourg et une délégation ottomane menée par Kara Mehmed Pasha. Le rapport à la Sublime Porte de cette rencontre fut rédigé par le chroniqueur Evliya Celebi dans le volume VII de son "Voyage" (Seyahatnâme).